# Perschaja Liha 2022
Die Perschaja Liha 2022 war die 32. Spielzeit der zweithöchsten belarussischen Spielklasse im Männerfußball. Sie begann am 9. April 2022 und endete am 12. November 2022.

## Modus
Die 13 Mannschaften spielten aufgeteilt in einer Hin- und einer Rückrunde jeweils zwei Mal gegeneinander. Die ersten zwei Teams stiegen direkt in die Wyschejschaja Liha 2023 auf. Der Tabellendritte hatte die Möglichkeit über die Play-offs aufzusteigen. Absteiger gab es in dieser Saison nicht.

## Vereine
Die zwei besten Mannschaften der letzten Saison, Arsenal Dsjarschynsk und Belschyna Babrujsk, waren in die Wyschejschaja Liha 2022 aufgestiegen. Sie wurden durch den Vorletzten der ersten Liga FK Smarhon ersetzt. Der Tabellenletzte FK Sputnik Retschyza löste sich nach der Saison auf.
Neben FK Astrawez, FK Maxline Rahatschou und FK Assipowitschy sollten auch Partizan Salihorsk und BDU Minsk aufsteigen. Nachdem Partizan und BDU wegen unzureichender Finanzierung eine Beförderung abgelehnt hatten, wurde dem FK Maladsetschna und FK Malaryta der Aufstieg angeboten. Ende Februar 2022 ersetzte Dnjapro Mahiljou den FK Ruch Brest, der sich aufgrund internationaler Sanktionen gegen seine Eigentümer aus der ersten Liga in die drittklassige Druhaja Liga zurückzog. Der FK Krumkratschy Minsk nahm wegen fehlender Lizenzierung nicht teil. Bumprom Homel sollte als Ersatz einspringen, lehnte aber wegen fehlender Zeit zur Lizenzierung ab. Damit wurde die Teilnehmerzahl auf 13 festgelegt.
| Verein                | Stadt         |
| --------------------- | ------------- |
| FK Assipowitschy      | Assipowitschy |
| FK Astrawez           | Astrawez      |
| FK Baranawitschy      | Baranawitschy |
| FK Lokomotiv Homel    | Homel         |
| FK Lida               | Lida          |
| Naftan Nawapolazk     | Nawapolazk    |
| FK Maxline Rahatschou | Rahatschou    |
| FK Slonim-2017        | Slonim        |
| FK Smarhon            | Smarhon       |
| FK Orscha             | Orscha        |
| Schachzjor Petrykau   | Petrykau      |
| FK Wolna Pinsk        | Pinsk         |
| FK Maladsetschna      | Maladsetschna |

## Abschlusstabelle
| Pl. | Verein                    | Sp. | S  | U | N  | Tore    | Diff. | Punkte |
| --- | ------------------------- | --- | -- | - | -- | ------- | ----- | ------ |
| 1.  | Naftan Nawapolazk         | 24  | 16 | 5 | 3  | 055:190 | +36   | 53     |
| 2.  | FK Smarhon (A)            | 24  | 16 | 4 | 4  | 046:270 | +19   | 52     |
| 3.  | Schachzjor Petrykau 1     | 24  | 13 | 6 | 5  | 069:200 | +49   | 45     |
| 4.  | FK Maxline Rahatschou (N) | 24  | 12 | 5 | 7  | 045:340 | +11   | 41     |
| 5.  | FK Astrawez (N)           | 24  | 11 | 7 | 6  | 042:340 | +8    | 40     |
| 6.  | FK Lokomotiv Homel        | 24  | 10 | 9 | 5  | 039:240 | +15   | 39     |
| 7.  | FK Wolna Pinsk            | 24  | 10 | 6 | 8  | 044:350 | +9    | 36     |
| 8.  | FK Maladsetschna (N)      | 24  | 7  | 8 | 9  | 030:450 | −15   | 29     |
| 9.  | FK Orscha                 | 24  | 7  | 6 | 11 | 033:520 | −19   | 27     |
| 10. | FK Lida                   | 24  | 6  | 8 | 10 | 035:430 | −8    | 26     |
| 11. | FK Slonim-2017            | 24  | 5  | 3 | 16 | 024:530 | −29   | 18     |
| 12. | FK Assipowitschy (N)      | 24  | 3  | 4 | 17 | 021:530 | −32   | 13     |
| 13. | FK Baranawitschy          | 24  | 3  | 3 | 18 | 025:690 | −44   | 12     |

Platzierungskriterien: 1. Punkte – 2. Siege – 3. Direkter Vergleich (Punkte, Tordifferenz, geschossene Tore) – 4. Tordifferenz – 5. geschossene Tore
| (A) | Absteiger aus der Wyschejschaja Liha 2021 |
| (N) | Aufsteiger aus der Druhaja Liha           |

## Play-offs
Der Dritte der Perschaja Liha bestritt zwei Spiele gegen den 14. der Wyschejschaja Liha. Die Spiele fanden am 16. und 20. November 2022 statt.
|                      | Gesamt |                       | Hinspiel | Rückspiel |
| -------------------- | ------ | --------------------- | -------- | --------- |
| Arsenal Dsjarschynsk | 4:5    | FK Maxline Rahatschou | 3:2      | 1:3       |

- Trotz des Sieges in den Play-offs blieb Maxline zweitklassig. Am 28. November 2022 wurde dem Verein bei einer Sitzung des Exekutivkomitees der ABFF die Erlaubnis verweigert, sich einer Lizenzierung für die Teilnahme an der ersten Liga zu unterziehen, da Maxline erst im März 2022 Mitglied der ABFF wurde und damit nicht die erforderlichen zwei Jahre vorzuweisen hat.[4] Am 30. November 2022 veröffentlichte die ABFF eine offizielle Erklärung über die Ablehnung.[5] Am 19. Dezember 2022 wies das ABFF-Schiedsverfahren die Berufung von Maxline gegen die Entscheidung des Exekutivkomitees zurück. Somit wurde das Urteil rechtskräftig.[6] Im Januar 2023 wurde bei einer Sitzung des Förder- und Sponsorenrats des Vereins beschlossen, dass Maxline in der Saison 2023 an der Perschaja Liha 2023 teilnehmen wird, während er in eine andere Stadt umzieht.[7]